# Stadion města Plzně
Doosan Arena, také stadion ve Štruncových sadech je fotbalový stadion v Plzni. Využíván je především na fotbalové zápasy prvoligového klubu FC Viktoria Plzeň.
Původní stadion s atletickou dráhou z roku 1955 byl během roku 2011 přestavěn na moderní fotbalový stadion s tribunami přímo u hrací plochy.

## Historie

### Původní stadion s atletickou dráhou
Na ploše městského parku při soutoku Mže a Radbuzy, navazujícího na areál sokolovny, byly v září roku 1953 podle návrhu ing. arch. Zbyňka Tichého a skupiny Krpejš – Jílek - Fořt zahájeny zemní práce pro vybudování lehkoatletickému stadionu oválného půdorysu. Práce prováděl národní podnik Armastav, po obvodu stadionu byly vybudovány zemní valy s betonovými stupni (ochozy) pro diváky. Do náspů byly zapuštěny objekty se zázemím sportovců, mezi pylony se nacházel ocelový spojovací most s prostory pro hudebníky a novináře. Tyto práce byly dokončeny v červnu 1955, kdy byl stadion otevřen pro veřejnost u příležitosti krajské spartakiády.
Od června 1957 do května 1959 probíhala stavba Brány borců podnikem Armabeton s náklady ve výši 802 573 Kčs. Od roku 1958 byla budována západní dvoupatrová tribuna – dar Škodových závodů městu Plzni - navržená ing. Kalserem a ing. Kříkou. Autory projektu byli B. Kavan a J. Brabec z plzeňského Stavoprojektu. 450 tun ocelové konstrukce dodaly Vítkovické železárny, montáž provedli pracovníci plzeňské Škodovky. Ve své době byla tato tribuna jednou z nejlepších v Československu.
Od roku 1960, kdy se konala další spartakiáda, sloužil stadion svému účelu, ale dokončovací práce trvaly až do 10. července 1963, kdy byla provedena jeho kolaudace.  Počáteční kapacita stadionu byla pro 25 000 diváků, díky nové tribuně byla navýšena na 35 000 diváků, z toho 7 600 sedících.
Prvním z věhlasných utkání domácí Viktorie na tomto stadionu byl v roce 1962 přátelský zápas s brazilským Flamengem (2:1). Mezi další památná utkání patří duel s Bayernem Mnichov v PVP sezóny 1971/72 (0:1) nebo mezistátní utkání Československa.
V letech 2000 až 2003 proběhla na Městském stadionu ve Štruncových sadech rozsáhlá rekonstrukce tak, aby stadion vyhovoval požadavkům ČMFS v rámci projektu "Stadiony 2003". To obnášelo především zavedení vyhřívaného trávníku a všech míst na sezení, čímž se kapacita snížila na 7 842 míst.
Poté se několik let uvažovalo o výstavbě nového ryze fotbalového stadionu pro potřeby Viktorie Plzeň. Vedení města však zavrhlo vybudování nového stadionu na Borských polích a přijalo variantu přestavby stávajícího stadionu ve Štruncových sadech. Jedním z rozhodujících argumentů byla také absence podmínek UEFA pro pořádání zápasů evropských pohárů, kvůli čemuž musela v roce 2010 Viktoria nastoupit proti Beşiktaşi na pražské Letné (1:1).

### Přestavba stadionu pro evropské poháry

#### Přípravy projektu
V květnu 2010 nechává město Plzeň vypracovat projekt na plánovanou rekonstrukci stadionu ve Štruncových sadech. Cena odhadnutá za rekonstrukci stadionu pro 12 500 lidí byla 350 až 400 milionů korun. Zahrnovala výstavbu nových tribun, rekonstrukci západní části tribuny a posunutí vyhřívaného trávníku. V srpnu téhož roku byl zpracován finanční plán, jehož rozpočet byl stanoven na 508 milionů korun.
V září 2010 proběhla na náměstí Republiky v Plzni demonstrace fanoušků plzeňské Viktorky za nový a větší stadion. Fandové přitom předali zástupcům města základní kámen nového stadionu s nápisem "Plzeňáci sobě." a petici s téměř dvěma tisíci podpisů.
V lednu 2011 zastupitelé města schválil financování modernizace stadionu ve Štruncových sadech se zahájením už na jaře. Atletickému oddílu, do té doby také působícímu na stadionu, město přislíbilo nové zázemí na Skvrňanech.

#### Zahájení a průběh přestavby
Rozsáhlá rekonstrukce původního stadionu z 50. let 20. století byla zahájena 1. dubna 2011 bouráním starých betonových ochozů za brankami. Pro ligové zápasy končící sezóny 2010/11 je v místech atletického oválu nahradily mobilní montované tribuny, čímž se podařilo snížit kapacitu stadionu pouze nepatrně na 7 425 míst. To bylo žádoucí kvůli vysokému diváckému zájmu, neboť Viktorie Plzeň tou dobou završovala boj o svůj první ligový titul.
Pouhý den po posledním domácím zápase sezóny s Baníkem Ostrava byla zahájena 22. května 2011 demolice také betonových ochozů protilehlé tribuny, výměna trávníku na hrací ploše a jeho posun o 18 metrů blíže k hlavní tribuně. Během června 2011 byla připravena technologie pro vyhřívání trávníku a 29. června na ni bylo během tohoto jediného dne položeno téměř 200 rolí trávníku z Holandska.
Před rostoucími tribunami za brankami a na zbrusu novém trávníku se už 19. července 2011 odehrála odveta 2. předkola Ligy mistrů s Pjunikem Jerevan (5:1). Pro diváky byla pro tento zápas otevřena pouze stávající hlavní tribuna, na níž proběhla rekonstrukce hráčských kabin a vstupu (tunelu) na hrací plochu.
3. srpna 2011 zde sehrála Viktorie ve stejném režimu odvetu 3. předkola Ligy mistrů s Rosenborgem (3:2) a mezitím začala také montáž prvních sedaček na nových tribunách. Po postupu do další fáze nejprestižnější klubové fotbalové soutěže ale bylo jasné, že odvetný domácí zápas 4. předkola Ligy mistrů nebudou moci Plzeňané kvůli zvýšeným nárokům UEFA pro tuto fázi soutěže hrát doma. Toto utkání proti Kodani (2:1) stejně tak jako všechna další utkání skupinové fáze proti Borisovu (1:1), Barceloně (0:4) a AC Milán (2:2) sehráli v pražském Edenu.
29. srpna 2011 zde Viktorie odehrála svůj ligový zápas proti Spartě, přičemž byly pro diváky poprvé výjimečně otevřeny nové tribuny za brankami a přineslo to návštěvu 8 415 diváků. V dalších podzimních ligových zápasech byl pouze na jižní tribuně otevřen sektor pro hosty a domácím příznivcům tak musela opět stačit jen hlavní tribuna.
Začátkem září 2011 se začaly na betonové piloty ukotvovat ocelové nosníky, které od října začaly nést střechy tribun. Také byl v severovýchodním rohu stadionu snesen stožár umělého osvětlení, který byl spolu se stožárem v jihozápadním rohu po desítky let neodmyslitelnou dominantou tohoto sportovního areálu. Musel ustoupit novému stožáru umělého osvětlení, jenž byl instalován spolu se stejným stožárem v jihovýchodním rohu stadionu. Pro účely umělého osvětlení tedy začaly sloužit 2 nové stožáry ve východních rozích stadionu vedle protilehlé tribuny a nadále sloužil 1 původní stožár v jihozápadním rohu vedle hlavní tribuny (celkem tedy 3 stožáry, pro nerovnoměrnost jejich osvětlení udělovala UEFA a FAČR klubu výjimku).
V listopadu 2011 dostávala finální podobu také protilehlá tribuna s osazením sedaček v barvách tvořících název klubu "FC VIKTORIA". Na střechy tribun za brankami byly zavěšeny světelné tabule a probíhaly také dokončovací práce na parkovištích a dalších veřejných prostranstvích okolo tribun. V následujícím měsíci byla první část přestavby za 360 milionů korun hotová, druhá část spočívající v dostavbě dvou rohových věží vedle hlavní tribuny byla kvůli nedostatku financí odložena na neurčito.

#### Změna názvu stadionu
Dne 1. listopadu 2011 nechal klub před zápasem s Barcelonou (odehraném v azylu v pražském Edenu) oficiálně pojmenovat stadion jako Doosan Arena podle jeho dlouholetého generálního partnera Škoda Power, který je součástí skupiny Doosan Power Systems.

### Památná utkání po dokončení první části přestavby
Po dokončení první části přestavby měl stadion kapacitu 11 500 míst. První utkání se na něm odehrálo 16. února 2012 v rámci prvního vyřazovacího kola Evropské ligy, kdy domácí tým nastoupil proti německému Schalke 04 (1:1).
12. října 2012 poprvé na plzeňské hřiště zavítala česká fotbalová reprezentace, která zde v rámci kvalifikace na MS 2014 odehrála utkání proti Maltě (3:1).
Rekordy v divácké návštěvnosti trhaly ochozy stadionu v sezóně 2012/13. Nový stadion v kombinaci s atraktivní hrou Viktorie přilákal průměrnou návštěvu 10 300 fanoušků na zápas, což byl největší počet ze všech účastníků Gambrinus ligy. Na podzim se zde odehrály skupinové zápasy Evropské ligy proti Académica (3:1), Hapoel Tel Aviv (4:0) a Atlético Madrid (1:0). Jarní část sezóny otevřela odveta prvního vyřazovacího kola Evropské ligy proti italské Neapoli (2:0). Po devadesáti minutách slavily do posledního místa zaplněné tribuny postup Viktorie do osmifinále této evropské soutěže. V něm čekal plzeňské hráče turecký tým Fenerbahce (0:1) a stadion ve Štruncových sadech opět hlásil vyprodáno.
Začátkem roku 2013 přislíbilo město Plzeň investici připadající na rekonstrukci hlavní tribuny (zázemí pro média, VIP prostory ve spodní části hlavní tribuny a šatny), která následně proběhla v jarních a letních měsících. Po konci sezóny 2012/13 byl snesen druhý původní stožár umělého osvětlení v jihozápadním rohu stadionu a na přelomu července a srpna 2013 byly instalovány 2 nové stožáry umělého osvětlení v západních rozích stadionu vedle hlavní tribuny. Tyto stožáry byly připraveny se speciálním zalomením, aby pod nimi mohly být v budoucnu dostavěny plánované věže. Od zápasu 3. předkola Ligy mistrů s Nomme Kalju tedy stadion disponoval 4 plnohodnotnými stožáry umělého osvětlení. Po stavebních pracích splňoval plzeňský stadion přísné standardy pro pořádání utkání Ligy mistrů. To mu přišlo vhod vzhledem k zisku druhého ligového titulu a s tím související kvalifikací do této soutěže.
Na podzim sezóny 2013/14 se tak Doosan Arena převlékla do barev Ligy mistrů. Generálku na vstup věhlasné soutěže do Štruncových sadů obstaralo utkání třetího předkola proti Mariboru (3:1). První utkání základní skupiny Ligy mistrů se v Plzni odehrálo 17. září 2013, soupeřem Viktorie byl anglický Manchester City (0:3). Doosan Arena hostila zápasy i s obhájcem prestižní trofeje Bayernem Mnichov (0:1) nebo ruským CSKA Moskva (2:1). Plzeňský stadion se tak stal prvním mimopražským hřištěm v české fotbalové historii, kde se skupinová fáze této mezinárodní soutěže hrála. Na jaře se ochozy plzeňského stadionu zaplnily i při zápasech vyřazovací fáze Evropské ligy proti Šachtaru Doněck (1:1) a Olympique Lyon (2:1).

### Dokončení přestavby stadionu
Na podzim roku 2014 byla zahájena druhá část rekonstrukce, pro kterou v roce 2011 již nezbývaly finanční prostředky. Dostavbou jižního sektoru V16 se zvedla kapacita na 11 600 diváků a vznikly také dva skyboxy.
Obvod stadionu byl kompletně uzavřen na konci roku 2016, kdy proběhla dostavba věží v rozích na západní straně stadionu vedle hlavní tribuny za 90 milionů korun. Ve věžích našel nové působiště například fanshop klubu, ale především zázemí pro fotbalovou mládež. Nechyběly ani prostory pro lékařskou péči, společenské místnosti nebo restaurace. Kapacita stadionu tím vzrostla na 11 700 míst. Paralelně byly rekonstruovány také vnitřní prostory hlavní tribuny (především zázemí pro A tým Viktorie a stanoviště pro složky IZS) za více než 52 milionů korun.
Celková přestavba stadionu ve Štruncových sadech od roku 2011 včetně rekonstrukce hlavní tribuny vyšla město Plzeň na 419,5 milionu korun bez DPH.

### Památná utkání po dokončení druhé části přestavby
Zisk ligových titulů Viktorie v sezónách 2014/15, 2015/16 a druhého místa v sezóně 2016/17 jí přinesl také účasti v Lize mistrů. Sezóny 2015/16, 2016/17, 2017/18 v této soutěži pro Viktorii však pokaždé skončily v kvalifikačních předkolech. Až titul ze sezóny 2017/18 jí přinesl přímý postup do základních skupin Ligy mistrů 2018/19 proti CSKA Moskva (2:2), Realu Madrid (0:5) a AS Řím (2:1). Na jaře pak Viktorie odehrála domácí utkání vyřazovací části Evropské ligy proti chorvatskému Dinamu Záhřeb (2:1).
Potřetí se hrála skupinová fáze Ligy mistrů v Doosan Areně v sezóně 2022/23, kdy se Viktorie utkala ve "skupině smrti" s Interem Milán (0:2), Bayernem Mnichov (2:4) a Barcelonou (2:4). V této skupině nezískala ani jeden bod a tak se jí tentokrát nepodařilo postoupit do jarních bojů evropských pohárů.
V sezóně 2023/24 vytvořila Viktorie domácí rekord v Evropské konferenční lize, kdy za celou dobu trvání soutěže nedostala na tomto stadionu ani jeden gól. Zároveň ve skupinové fázi této soutěže vyhrála všechny zápasy, což se v té sezóně žádnému jinému týmu nepovedlo. Tyto výsledky jí přinesly postup až do čtvrtfinále proti italské Fiorentině, se kterou nejdříve doma remizovala 0:0, ale pak jí nestačila na jejím hřišti a v prodloužení prohrála 2:0.

### Demolice Brány borců
Posledním stavebním zásahem v areálu stadionu byla v únoru 2018 demolice Brány borců, kterou po přestavbě stadionu zakryla východní (protilehlá) tribuna. Rozhodlo i to, že stavba nebyla chráněnou památkou a byla ve špatném technickém stavu. Někteří fotbaloví fanoušci byli proti zbourání, ale jejich argument o symbolu plzeňského fotbalu nestačil.

### Další stavební úpravy
V červenci 2018 se klub rozhodl investovat do vlastních LED panelů kolem hrací plochy, které si do té doby zapůjčoval jen na zápasy evropských pohárů.
V červenci 2024 byla výbojková svítidla na stožárech umělého osvětlení nahrazena technologií LED. Svítivost tím byla navýšena na 2114 luxů, což spadá do kategorie UEFA level A. Zároveň umožnila zlepšení fanouškovského zážitku různými efekty a světelnými scénami v rámci zápasového programu. Poprvé byla LED svítidla využita 28. července na ligovém zápase Viktorie s Hradcem Králové.

## Mezistátní reprezentační zápasy

### Československo (olympijský výběr)
| 28. září 1963                            |        |         |                                        |
| Československo                           | 4–0    | Francie | Kvalifikace na LOH 1964 diváci: 12 000 |
| Matlák ' (pen.) Nepomucký Brumovský Píša | Report |         | Kvalifikace na LOH 1964 diváci: 12 000 |

### Československo
| 26. dubna 1972                                            |        |             |                                                  |
| Československo                                            | 6–0    | Lucembursko | Přátelský zápas diváci: 5 000 rozhodčí: Lazowski |
| Jokl 8' Čapkovič 25', 58' Kuna 52', 85' Dobiaš 68' (pen.) | Report |             | Přátelský zápas diváci: 5 000 rozhodčí: Lazowski |

### Česko
| 12. října 2012 18:00                     |        |            |                                                       |
| Česko                                    | 3–1    | Malta      | Kvalifikace MS 2014 diváci: 10 358 rozhodčí: Salmanov |
| Gebre Selassie 34' Pekhart 52' Rezek 67' | Report | 38' Briffa | Kvalifikace MS 2014 diváci: 10 358 rozhodčí: Salmanov |

| 16. listopadu 2014 20:45             |        |               |                                                    |
| Česko                                | 2–1    | Island        | Kvalifikace ME 2016 diváci: 11 324 rozhodčí: Stark |
| Kadeřábek 45+1' Bödvarsson 62' (vl.) | Report | 9' Sigurdsson | Kvalifikace ME 2016 diváci: 11 324 rozhodčí: Stark |

| 3. září 2015 20:45 |        |                |                                                            |
| Česko              | 2–1    | Kazachstán     | Kvalifikace ME 2016 diváci: 10 572 rozhodčí: Strömbergsson |
| Škoda 74', 86'     | Report | 21' Logviněnko | Kvalifikace ME 2016 diváci: 10 572 rozhodčí: Strömbergsson |

| 8. října 2017 20:45                             |        |            |                                                     |
| Česko                                           | 5–0    | San Marino | Kvalifikace MS 2018 diváci: 5 625 rozhodčí: Troleis |
| Krmenčík 8', 23' Kopic 27' Novák 71' Kadlec 83' | Report |            | Kvalifikace MS 2018 diváci: 5 625 rozhodčí: Troleis |

| 14. listopadu 2019 20:45 |        |           |                                                     |
| Česko                    | 2–1    | Kosovo    | Kvalifikace ME 2020 diváci: 10 986 rozhodčí: Rocchi |
| Král 71' Čelůstka 79'    | Report | Nuhiu 50' | Kvalifikace ME 2020 diváci: 10 986 rozhodčí: Rocchi |

| 15. listopadu 2020 20:45 |        |        |                                                                         |
| Česko                    | 1–0    | Izrael | Liga národů B 2020/2021, sk. 2 diváci: 0 (covid-19) rozhodčí: Jovanovič |
| Darida 7'                | Report |        | Liga národů B 2020/2021, sk. 2 diváci: 0 (covid-19) rozhodčí: Jovanovič |

| 18. listopadu 2020 20:45 |        |           |                                                                     |
| Česko                    | 2–0    | Slovensko | Liga národů B 2020/2021, sk. 2 diváci: 0 (covid-19) rozhodčí: Cakir |
| Souček 17' Ondrášek 55'  | Report |           | Liga národů B 2020/2021, sk. 2 diváci: 0 (covid-19) rozhodčí: Cakir |

| 8. září 2021 20:45 |        |                |                                               |
| Česko              | 1–1    | Ukrajina       | Přátelský zápas diváci: 5 231 rozhodčí: Glova |
| Vydra 90+3'        | Report | 27' Kornijenko | Přátelský zápas diváci: 5 231 rozhodčí: Glova |

| 15. října 2023 18:00 |        |                 |                                                   |
| Česko                | 1–0    | Faerské ostrovy | Kvalifikace ME 2024 diváci: 9 115 rozhodčí: Saggi |
| Souček 76' (pen.)    | Report |                 | Kvalifikace ME 2024 diváci: 9 115 rozhodčí: Saggi |

| 6. června 2025 20:45  |        |            |                                                        |
| Česko                 | 2–0    | Černá Hora | Kvalifikace MS 2026 diváci: 10 899 rozhodčí: Gözübüyük |
| Hložek 23' Schick 65' | Report |            | Kvalifikace MS 2026 diváci: 10 899 rozhodčí: Gözübüyük |

### Česko U21
| 26. března 2013 17:00 |        |         |                                              |
| Česko                 | 0–0    | Turecko | Přátelský zápas diváci: 250 rozhodčí: Harkam |
|                       | Report |         | Přátelský zápas diváci: 250 rozhodčí: Harkam |

### Česko U19
| 17. dubna 2012 18:00 |        |         |                                               |
| Česko                | 0–0    | Německo | Přátelský zápas diváci: 2 115 rozhodčí: Paták |
|                      | Report |         | Přátelský zápas diváci: 2 115 rozhodčí: Paták |

## Galerie

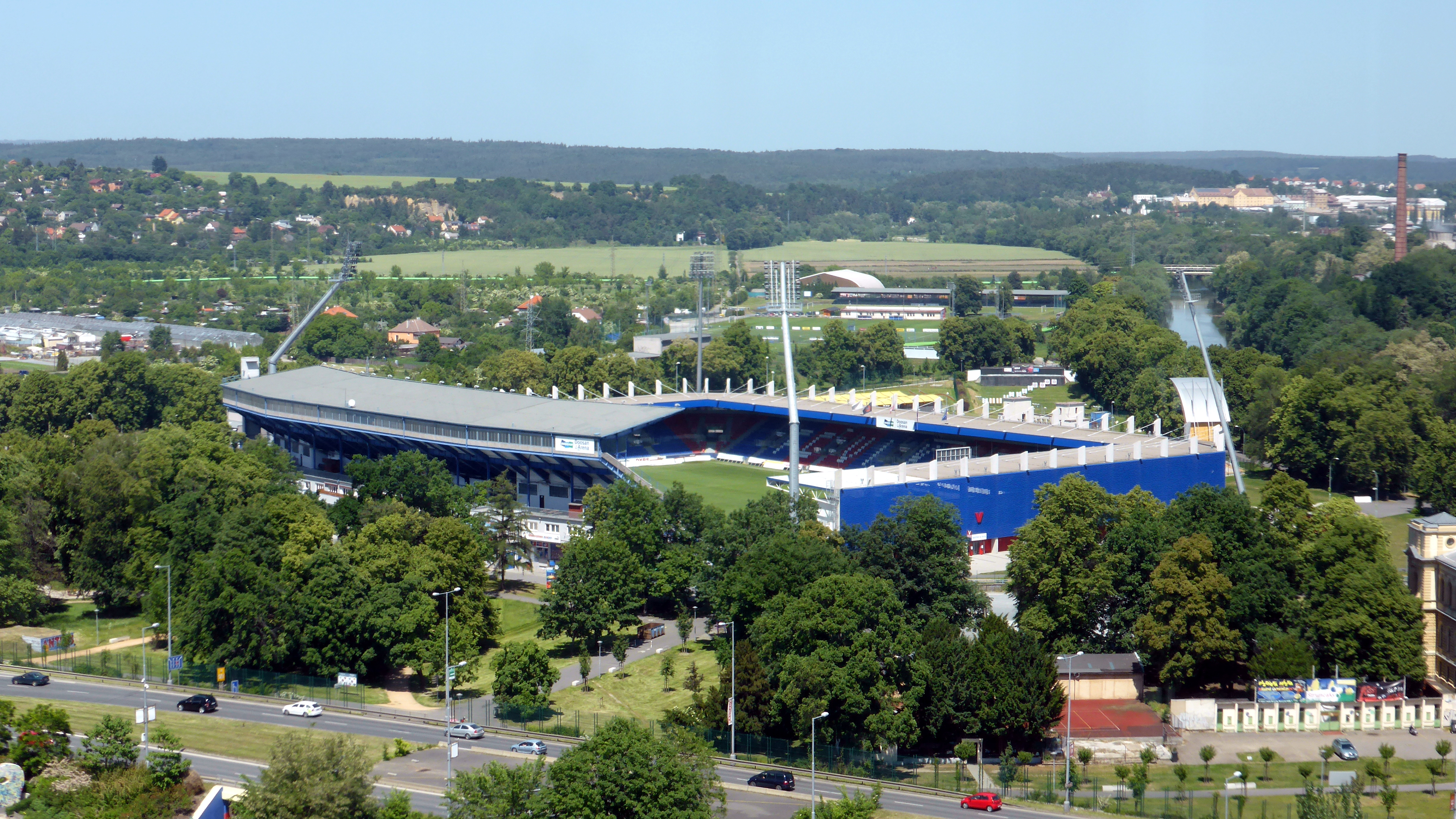
Celý stadion pohledem z výškové budovy Business Centre Bohemia (2015)
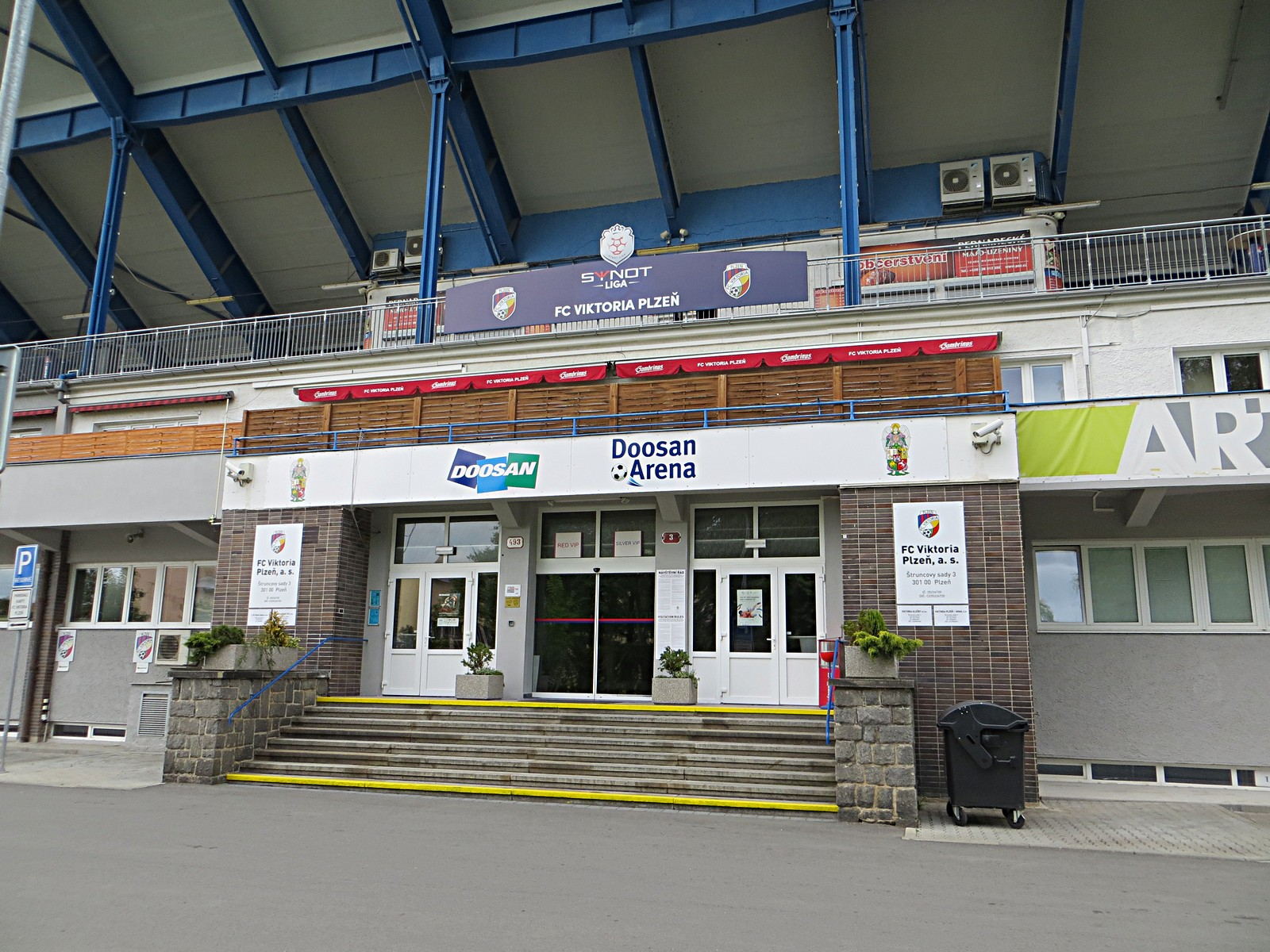
Hlavní vstup stadionu na hlavní tribuně (2015)
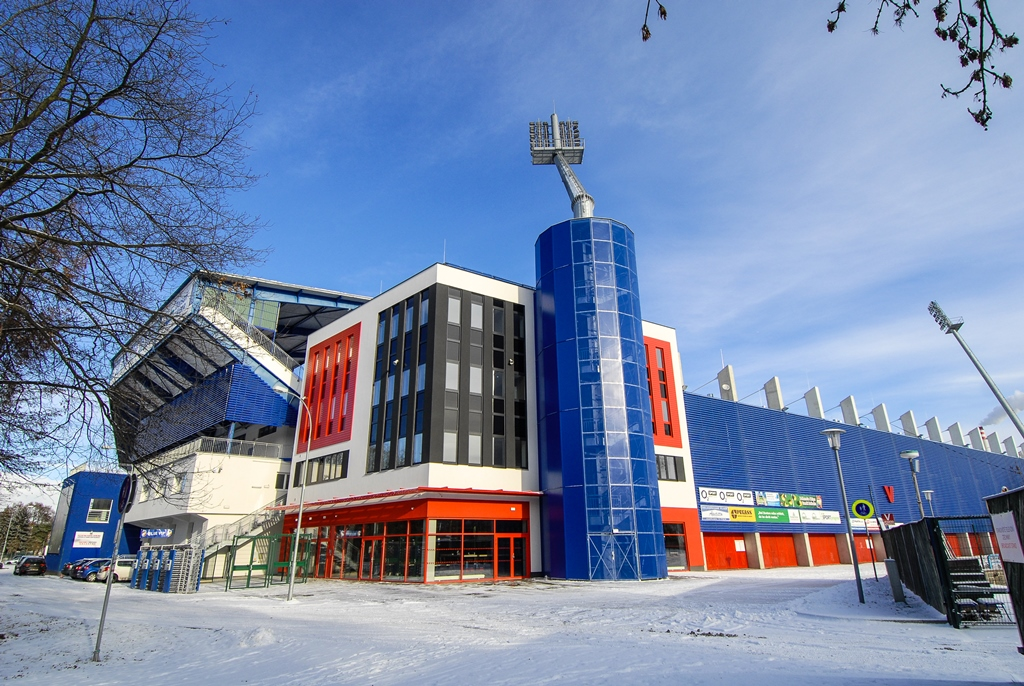
Jihozápadní roh stadionu s věží (2015)
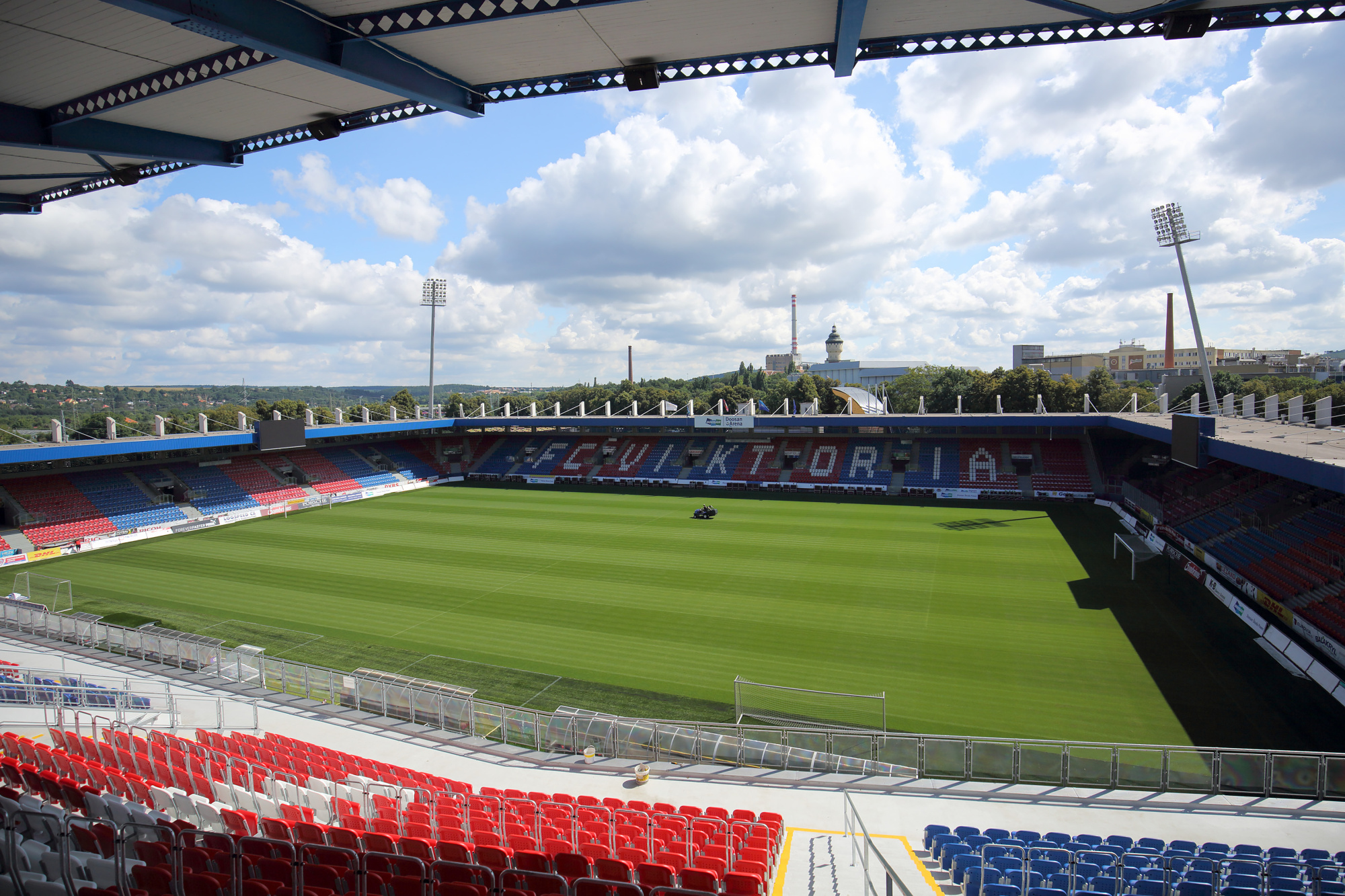
Protilehlá tribuna s pivovarem v pozadí (2016)
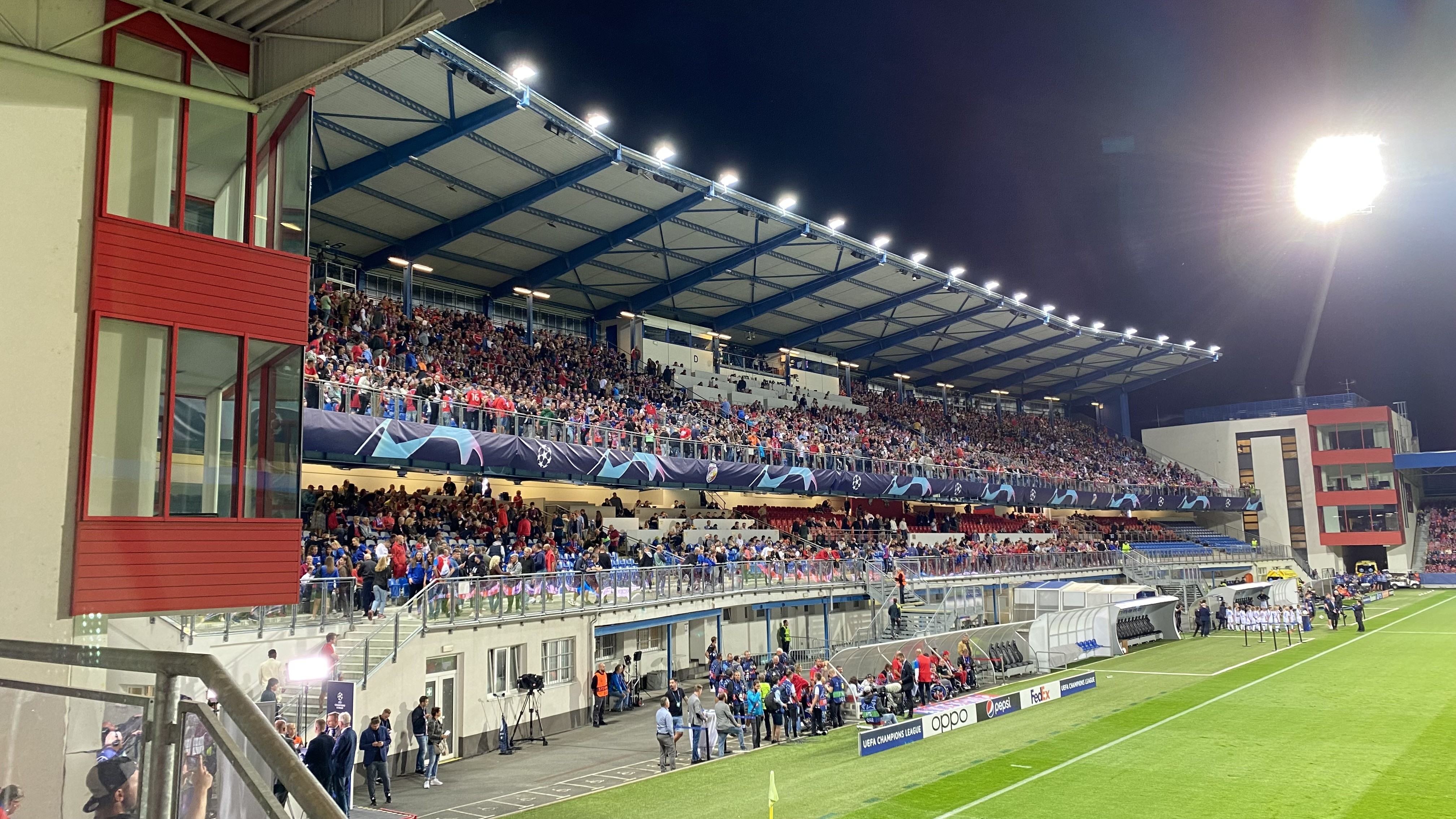
Pohled na hlavní tribunu během zápasu Ligy mistrů s Karabachem (2022)
Panoramatický pohled na stadion ze sektoru hostů (2023)
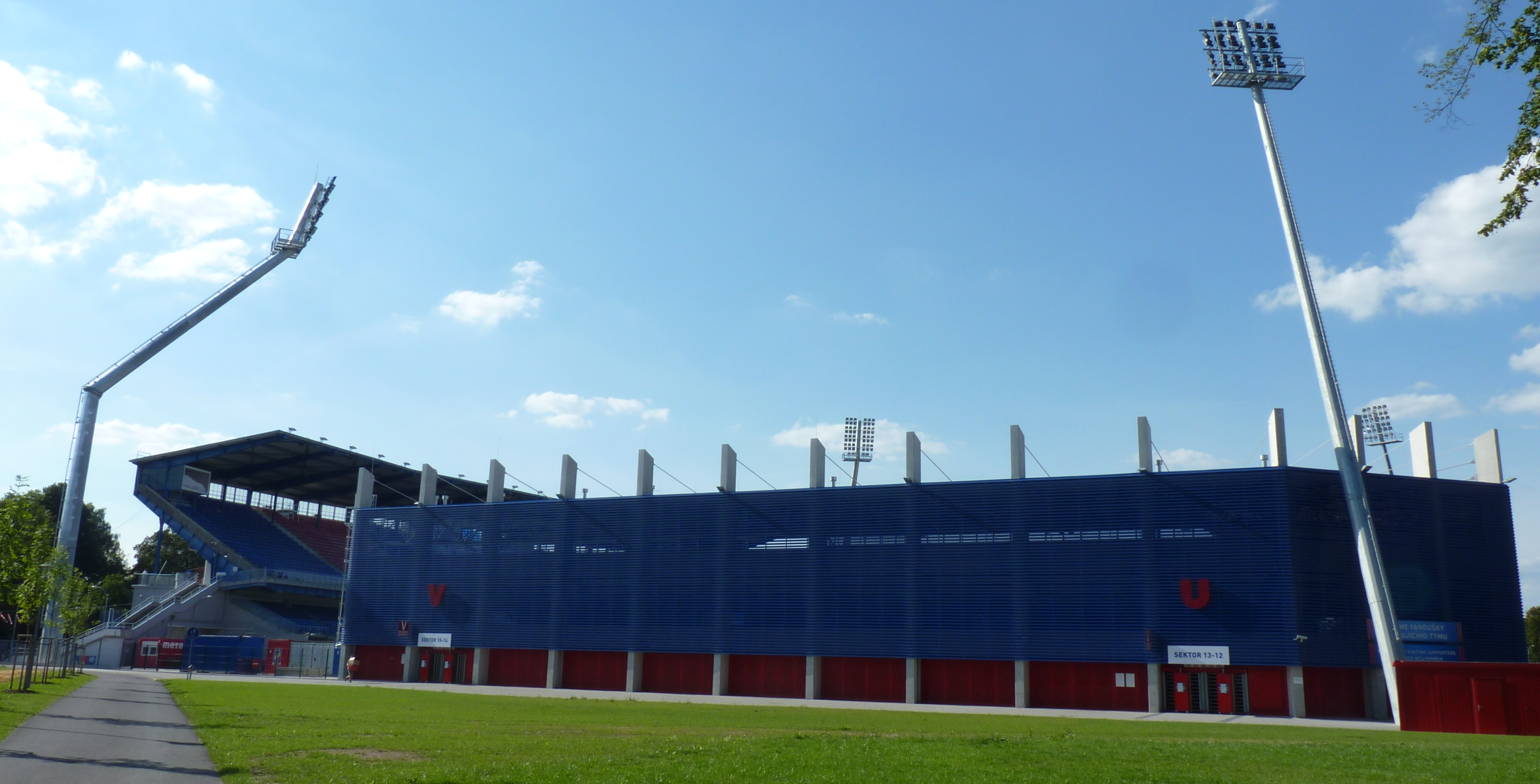
Jižní tribuna s novými stožáry umělého osvětlení ale stále bez dostavěné věže (2013)
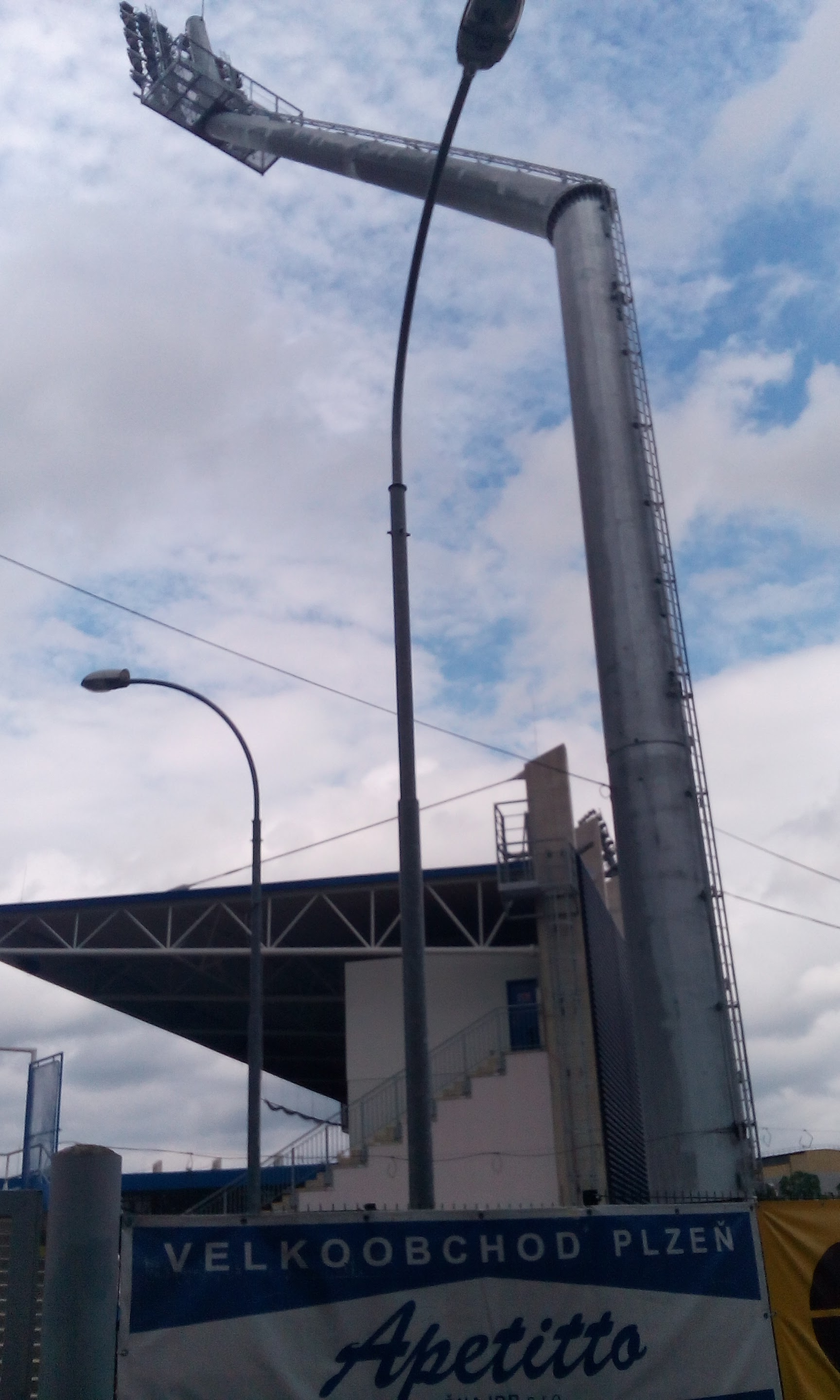
Detail zalomené konstrukce stožáru umělého osvětlení před dostavbou věže (2013)
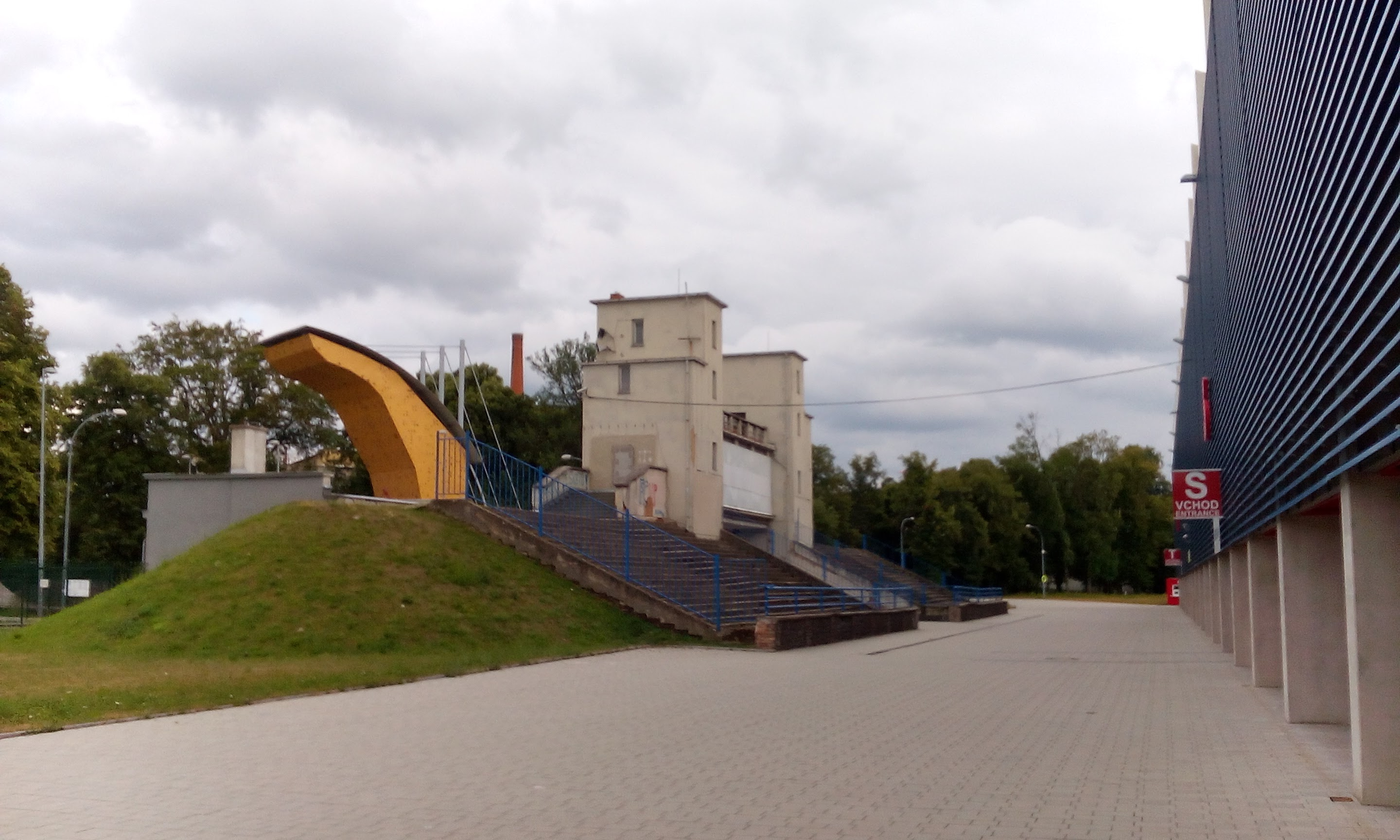
Již zbořená Brána borců z původního stadionu včetně původních ochozů (2015)
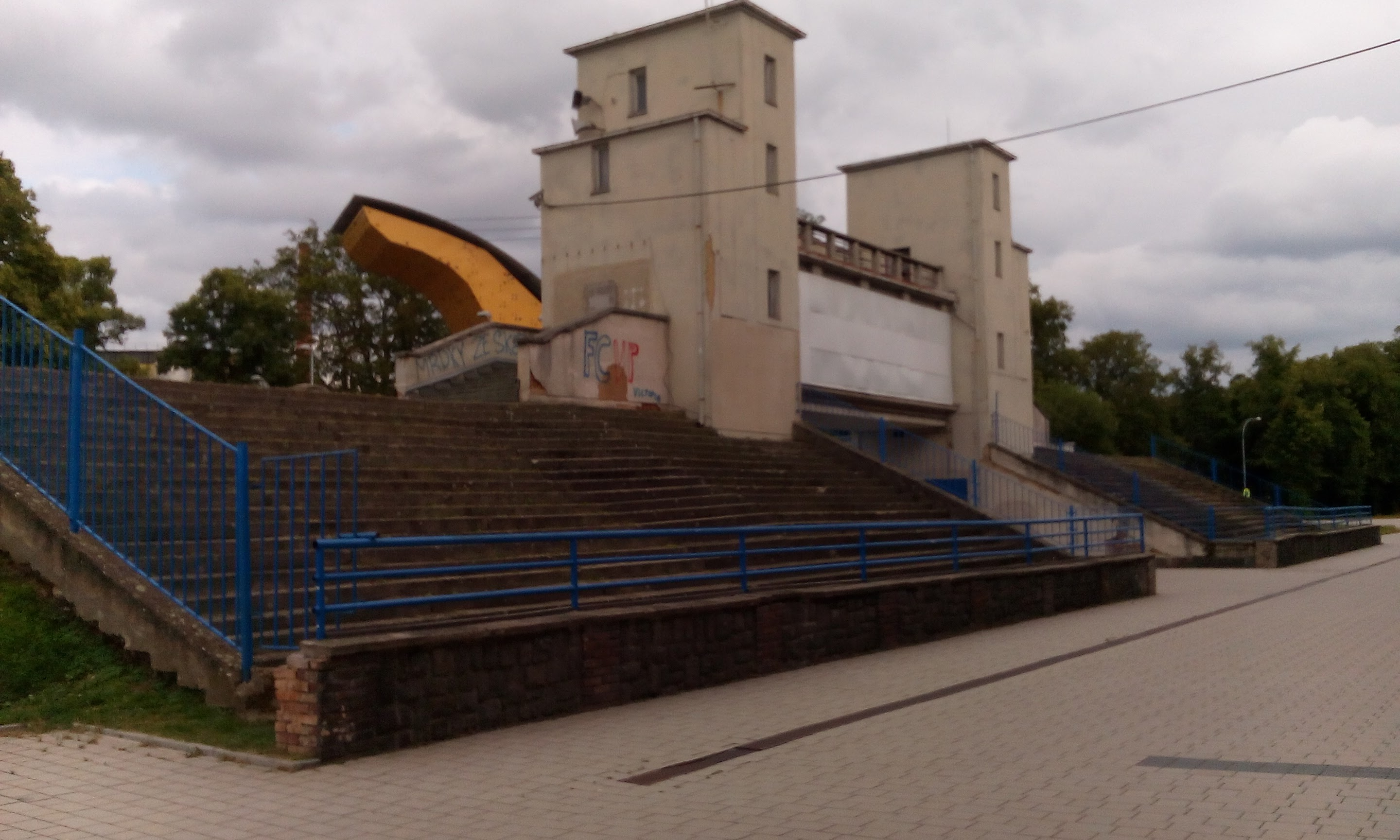
Již zbořená Brána borců z původního stadionu včetně původních ochozů (2015)